# Casa Lacerda
A Casa Lacerda é uma edificação histórica e museu federal localizado na cidade da Lapa, Brasil.
Conhecida popularmente como "Casa dos Lacerdas", seu acervo reproduz uma residência da elite campeira paranaense do século XIX, com todos os ambientes mobiliados e decorados com objetos da época. Historicamente, a edificação serviu como quartel da 2° Brigada durante a Revolução Federalista (de 1894) e na principal sala da casa, foi assinada a Ata de Capitulação da cidade pelo coronel Joaquim de Rezende Correia de Lacerda, comandante em exercício das forças legalistas após a morte, em combate, do general Gomes Carneiro.

## Histórico
O casarão foi construído entre os anos de 1842 e 1845 pela família Lacerda, em alvenaria de pedra e com paredes internas de estuque, no estilo arquitetônico luso brasileiro da época, com telhado de duas águas, ambientes espaçosos, amplas janelas retangulares, beiral e frisos ornamentais.
Inicialmente foi edificada para ser a residência e o comercio do casal Manoel Corrêa de Lacerda e Leocádia Cassiana Rezende Corrêa de Lacerda. Na década de 1920, ocorreram algumas adaptações em seus ambientes internas, porém, sem modificar a sua estrutura. O solar conta com dezesseis peças, entre elas, sala de estar, jantar, oratório, copa, cozinha, quartos, alcova e banheiro.
Em 1938, a casa foi tombada pelo Instituto do Patrimônio Histórico e Artístico Nacional (IPHAN) e em 1982, foi restaurada pela SPHAN/Pró-Memória.